# St. Laurent (uva)

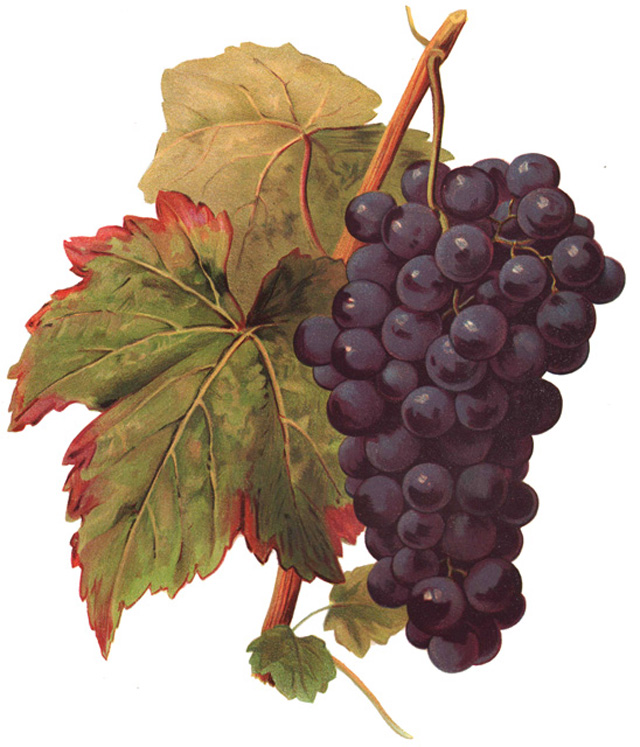
Racimo de St. Laurent.

La uva St. Laurent (algunas veces escrita en francés como  saint Laurent o en alemán como sankt Laurent) es variedad de uva que produce un vino muy aromático. La St. Laurent es la uva tinta más plantada de la República Checa. Estas vides están en las regiones checas de Moravia y Bohemia. En 2011 esta vid abarcaba 1730 ha, el 9% del total de viñedos del país.
En Austria, la St. Laurent es la tercera variedad tinta más plantada. Allí crece sobre todo en Lower Austria y en Burgenland. En 2008, las plantaciones de esta variedad en Austria eran de 794 ha. Tras un declive en la década de los 90, se ha expandido a lo largo de los años 2000.

## Descendencia
- La zweigelt fue creada en 1922 por Fritz Zweigelt mediante un cruce entre la blaufränkisch y la St. Laurent.
- La andré fue creada en 1960 por J. Horák con un cruce entre la blaufränkisch y la St. Laurent y entró en el Registro Checo Estatal de Variedades de Uvas en 1980.[4]
- La neronet es un cruce entre la St. Laurent, la Blauer Portugieser y la Alibernet. La Alibernet es, a su vez, un cruce entre la Alicante bouschet y la cabernet sauvignon.
- La rondo es un cruce entre la zarya severa y la St. Laurent. Fue etiquetada inicialmente como Gm 6494-5. Recibió el 5 como última cifra porque ser la quinta de una serie de cruces similares. Algunas variedades del grupo Gm 6494 han sido usadas para crear la bronner, la barón, la cabernet carbon, la prior y la souvignier gris.

## Sinónimos
La St. Laurent también es conocida por los siguientes sinónimos: blauer saint Laurent, chvartser, laourentstraoube, laurenzitraube, laurenztraube, lorentstraube, lorenztraube, lovrenac crni, lovrijenac, lovrijenac crni, saint Laurent noir, saint Lorentz, sankt Laurent, sankt Lorenztraube, sant Lorentz, schwarzer, schwarzer Lorenztraube, sent Laourent, sent Lovrenka, sentlovrenka, shentlovrenka, shvartser, St. Laurent, svati vavrinetz, svatovavřinecké, svatovavrinetske, svatovavrinetzke, svätovavrinecké, svaty vavrinec, szent Lőrinc, szent Lőrinczi, szent Loerine, szentlőrinc, vavrinak